# Jesse e Festus

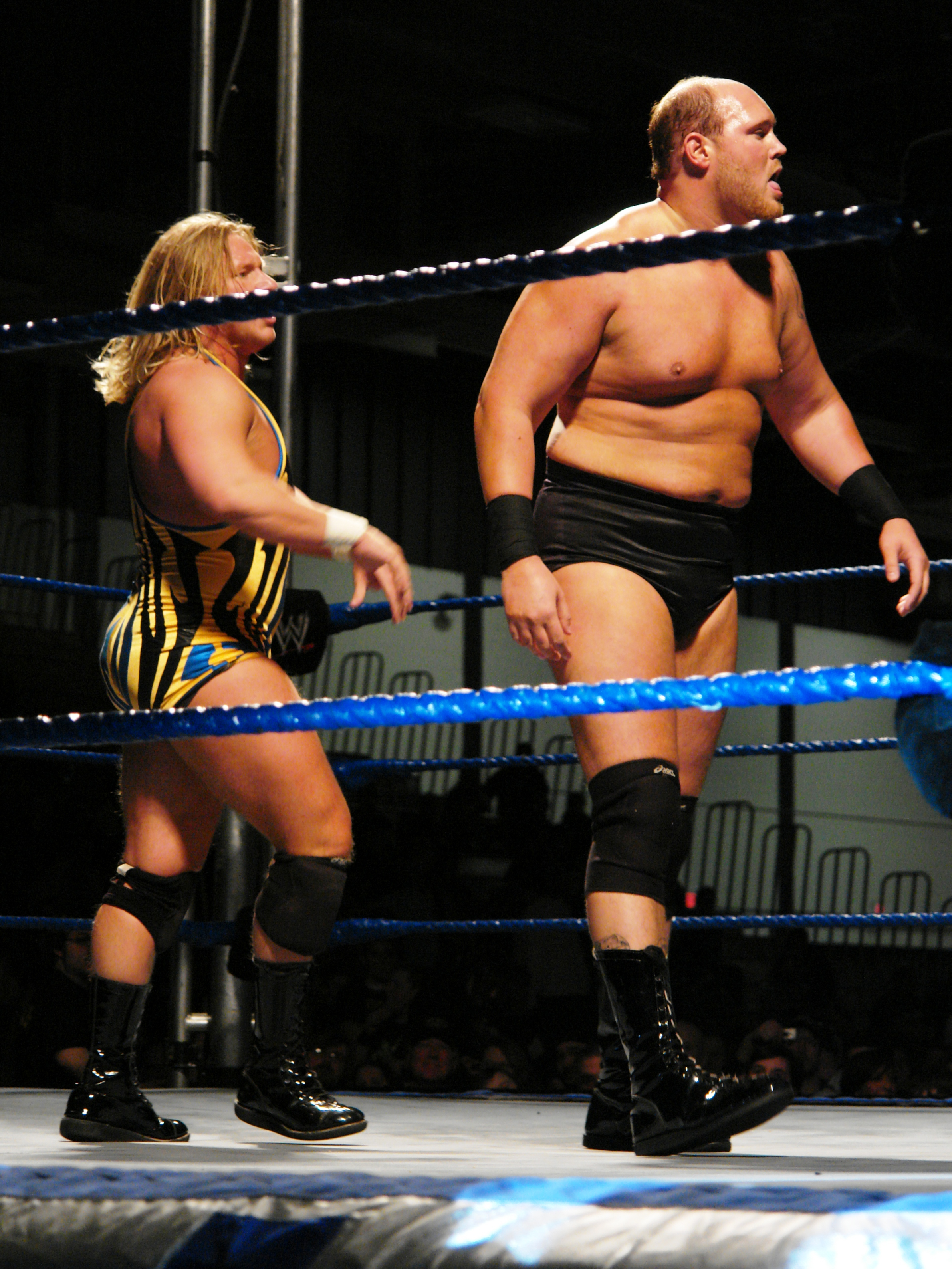
Jesse (esquerda) e Festus (direita)

Jesse e Festus, também conhecido anteriormente como The Dalton Boys, é um tag team de wrestling profissional, tendo como membros Jesse e Festus. A tag está desfeita, pois os seus ex-membros não estão mais na empresa
A dupla ficou junta desde a Ohio Valley Wrestling, onde eram chamados de Dalton Boys. Em 2007, assinaram contrato com a WWE, atuando no elenco principal, na SmackDown. A gimmick da dupla era uma paródia do "MyNetwork TV Network" do SmackDown, eles atuavam como "MyMoving Company". A dupla não ganhou nenhum título da WWE, apesar de serem uma das tags mais fortes da federação, e e seus dois membros serem grandes wrestlers.

## Feuds
A dupla teve feuds justamente contra os homens que trapaceavam na hora de enfrentar Jesse e Festus em lutas pelo WWE Tag Team Championship, eram eles Deuce e Domino. A feud não durou muito tempo, mas logo apareceriam John Morrison e The Miz, que num show da ECW, fizeram uma série de provocações a Festus, que acabou por um ataque surpresa dele(Festus) a dupla inimiga. Quase todas as semanas eles se enfrentavam, mas Miz e Morrison do jeito mais trapaceiro, sempre venciam. No PPV The Bash, Jesse e Festus enfrentaram Finlay e Hornswoogle, Zack Ryder e Curt Hawkins e os campeões de duplas Miz e Morrison, em que Curt Hawkins e Zack Ryder venceram.

## Fim da dupla
Em 2009, com o Supplemental Draft, Festus foi transferido para o Monday Night Raw, desfazendo a dupla. Logo, Festus mudaria sua Gimmick para Luke Gallows, e Jesse para Slam Master J.

## No wrestling
- Ataques
  - Aided diving shoulder block

- Temas-de-entrada
  - Biscuits & Gravy de Jim Johnston